# Самоходная тележка Леонардо да Винчи
Самоходная тележка Леонардо да Винчи (итал. Carro semovente) —  одно из изобретений великого итальянского изобретателя, художника и учёного эпохи Возрождения Леонардо да Винчи, которое считается предшественником современного автомобиля.

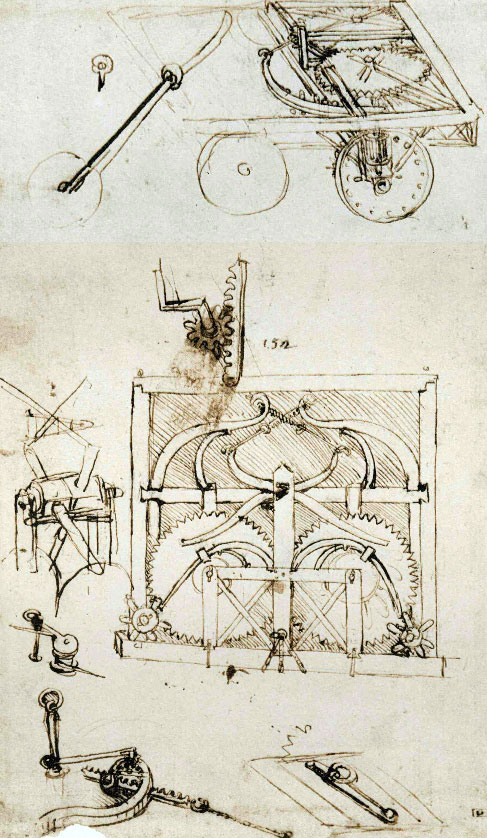
Экскиз самоходной тележки (Атлантический кодекс, f.812 r)

## Конструкция

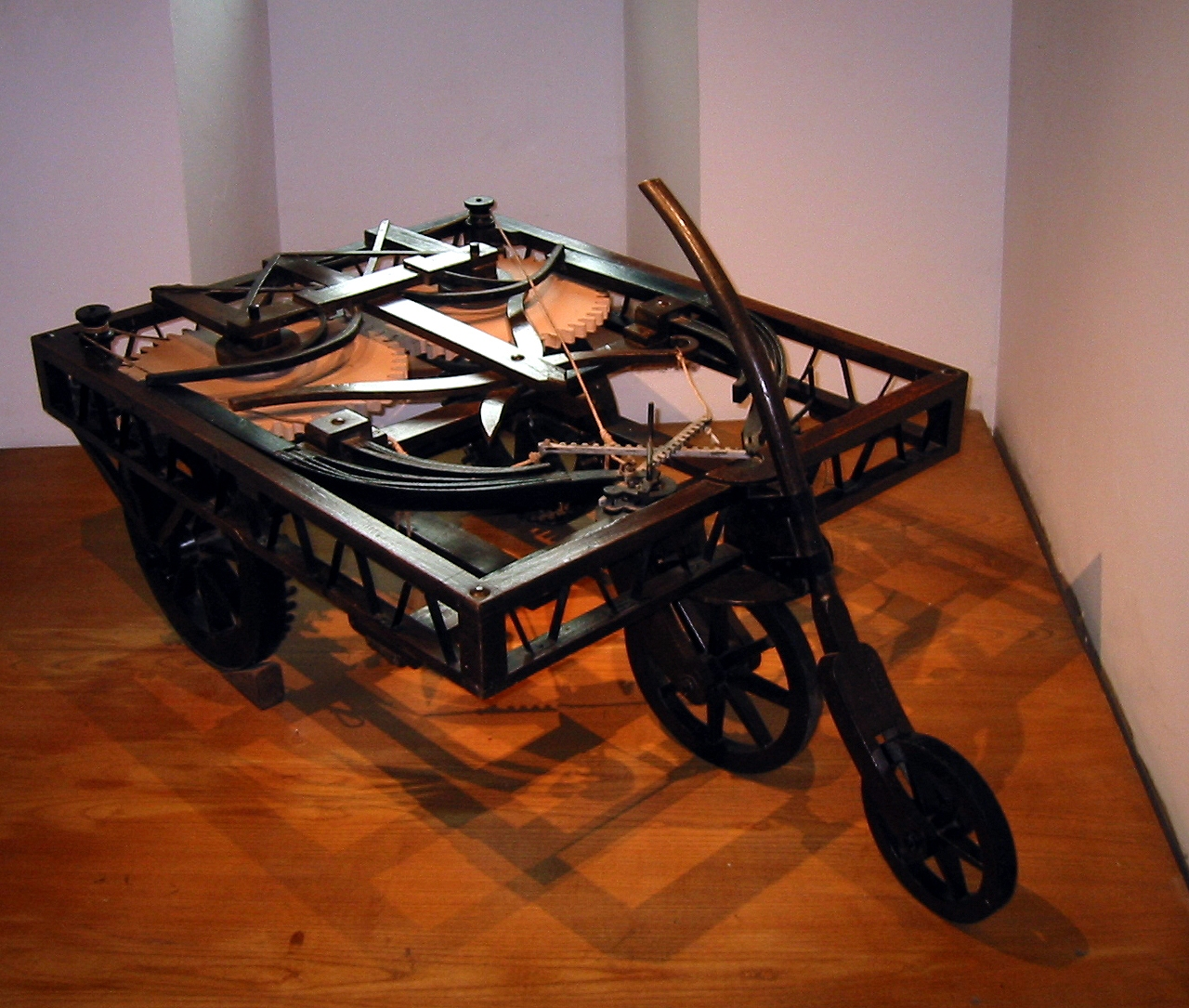
Копия самоходной тележки в дом-музее Кло-Люсе

Машина приводится в движение двумя симметричными пружинами. Хотя для перемещения устройства было бы достаточно одной пружины, две симметричные пружины, вероятно, выглядели бы как более «логически совершенное» решение. Для обеспечения плавного и стабильного движения машина оснащена балансовым колесом, используемым в часах. Механизм управления довольно сложен и позволяет ему автоматически следовать заранее запрограммированному пути.  Машина также оснащена механизмом, аналогичным дифференциалу, который, кроме того, позволяет регулировать угол поворота.